# Baie de Tauranga
Pour les articles homonymes, voir Tauranga (homonymie).
La baie de Tauranga, ou Tauranga Harbour en anglais, est une baie néo-zélandaise au fond de la baie de l'Abondance.

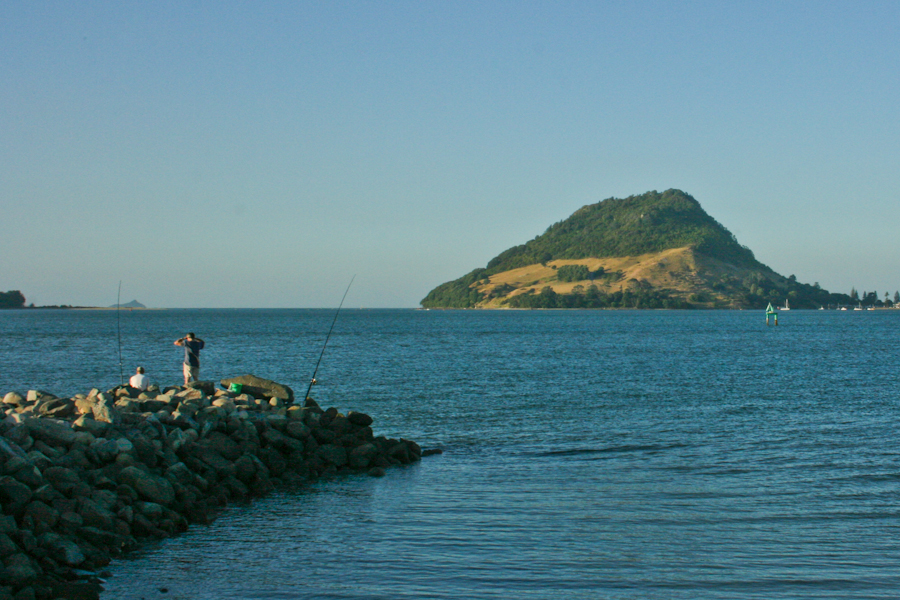